# Helios Gómez
Pour les articles homonymes, voir Gomez.
Helios Gómez-Rodríguez, né à Séville en 1905 et mort en 1956 à Barcelone, est un peintre et dessinateur libertaire espagnol.

## Biographie
Promoteur, membre fondateur et premier président du Syndicat des Dessinateurs Professionnels de Barcelone, créé dès l'été 1936 pour défendre la république par l'affichisme militant, Helios Gómez est l'un des représentants les plus emblématiques du graphisme ibérique de la première moitié du XXe siècle. Il était artiste à la fois peintre et révolutionnaire, mais aussi communiste libertaire et poète.
Né à Séville d'une vieille famille gitane rurale et prolétaire, il gardera jusqu'au bout un fort sentiment identitaire gitan et andalou (les Roms sont appelés "Gitanos" en Espagne). C'est au cours des années 1920 et 1930 qu'il a formé sa conscience politique d'abord dans les milieux anarcho-syndicalistes et libertaires des deux grands foyers anarchistes de la péninsule ibérique, Séville et Barcelone, puis des avant-gardes européennes des capitales de l'exil, Paris, Bruxelles, Amsterdam, Berlin, Vienne, Moscou et Leningrad.
Adolescent, il avait fait son apprentissage technique et politique comme ouvrier peintre céramiste dans l'une des nombreuses usines sévillanes, tout en suivant des cours à l'École des Arts et Métiers de la ville, et comme militant de la Confederación Nacional del Trabajo, organisation syndicale fondée en octobre 1910 par les groupes et fédérations libertaires réunis en congrès à Séville. Dès lors, sa carrière de graphiste dans la presse et les organes de gauche à la fois contre la dictature de Primo de Rivera et en faveur de la justice sociale, puis contre le franquisme, constituera l'élément fondamental de son engagement.
Reconnu pour ses dessins politiques avant-gardistes en noir et blanc, il travaille, expose et publie ses œuvres à Madrid et en Catalogne où il s'est établi en 1926, puis sur les lieux de ses exils successifs, à la suite des multiples arrêts d'expulsion qui l'obligent à chercher refuge en France, en Belgique, en Hollande, en Allemagne ou en URSS.
Combattant sur les fronts artistique et militaire pendant la guerre civile espagnole, il est commissaire politique sur les fronts de Mallorca, Madrid et Andújar puis milicien à la culture dans la 26e division, columna Durruti et il aurait notamment recruté un bataillon de cavalerie gitan. En 1939 il doit se réfugier en France : c'est l'un du demi-million d'exilés de la Retirada. Il est interné dans les camps de concentration en France et en Algérie française où il est déporté. Fuyant les tortures du camp de Djelfa, il obtient un sauf-conduit pour rentrer en Espagne en mai 1942 et il reprend son combat dans la clandestinité. Arrêté sans jugement ni condamnation, il est incarcéré huit ans à la prison Model de Barcelone et meurt peu après.
En 1950, il a peint des fresques en hommage aux prisonniers et à leur sainte patronne, qui est également celle de la ville : la Vierge de la Mercé, dans une cellule attenante aux cachots des condamnés à mort. La cellule servit d'oratoire et reçut le nom de "Capilla gitana" (Chapelle gitane) en raison du registre d'inspiration romani qui caractérise tous les personnages représentés. Cette œuvre-manifeste existe encore, bien que recouverte et donc en grande partie cachée par une couche de peinture décidée sous prétexte d'hygiène par l'administration pénitentiaire dans les années 1970-80. Elle peut encore être restaurée mais le bâtiment panoptique, symbole de la répression, bien qu'inscrit au patrimoine architectural de Barcelone, est menacé de démolition depuis le printemps de 2007. Cette disparition signifierait la perte à tout jamais de la Capilla gitana. C'est sous la chape de plomb des années franquistes et muselé par la censure qu'Helios Gómez a créé, dans la solitude de la réclusion, contre le silence et le mensonge, ce corpus demeuré ignoré jusqu'à sa découverte fin 2004.
L'Associació Cultural Helios Gómez déploie de grands efforts depuis des années pour populariser dans le monde entier l'œuvre si riche et multiforme de l'un des plus remarquables artistes du peuple rom. Son site  donne accès à une intéressante iconographie.